# Pietro Monticelli
Pietro Monticelli (Genova, 19 marzo 1818 – Genova, 17 aprile 1864) è stato un politico e patriota italiano, Ministro dei Lavori pubblici nel Governo La Marmora I dal 1859 al 1860.

## Biografia
Nato a Genova il 19 marzo 1818 da una famiglia nobile di rango marchionale, Pietro Monticelli, giovane di idee repubblicane, nell'aprile del 1849, dopo la sconfitta piemontese nella prima guerra d'indipendenza e la firma dell'armistizio di Vignale, prese parte ai Moti di Genova, nato dall'insofferenza dei Genovesi alla dominazione sabauda e dai mai sopiti sentimenti repubblicani della città, sedati duramente dalle truppe sabaude di Alfonso La Marmora. Amnistiato, il marchese Monticelli si dedicò alla carriera politica, venendo eletto il 19 dicembre 1853 deputato del collegio genovese al Parlamento subalpino, dove sedette tra i banchi dei moderati. Segretario dell'ufficio di presidenza della Camera dei deputati dal gennaio all'ottobre del 1857, Monticelli fu scelto, il 19 luglio 1859, come Ministro dei Lavori pubblici nel Governo La Marmora I, durato fino al 21 gennaio 1860. Dopo la proclamazione del Regno d'Italia il 17 marzo 1861, il politico italiano, eletto per la VIII legislatura del Regno d'Italia, fu membro nel maggio del 1863 della commissione parlamentare sulle condizioni della marina mercantile e militare, carica che mantenne fino alla morte, avvenuta a Genova il 17 aprile 1864, a 46 anni.